# Kratersko jezero
Ta stran opisuje geološki pojav. Za jezero z istim imenom glej Kratersko jezero, ZDA.
Krátersko jézero je jezero, ki nastane v ognjeniških kalderah ali v kraterjih, ko je ognjenik nekaj časa nedejaven. Najbolj znano kratersko jezero na svetu je gotovo Kratersko jezero (angleško Crater Lake) ugaslega stratovulkana Mazama v Oregonu z istim imenom kot sam geološki pojav. Nekatera kraterska jezera so kisla, drugače pa lahko voda takšnih jezer ostane sveža. V nekaterih kraterskih jezerih je opazna tudi geotermalna dejavnost, še posebej če ognjenik le miruje in ni ugasel.

## Nastanek
Jezera v kalderah polnijo velike kraterje, ki nastanejo zaradi propada vulkana med izbruhom. Jezera v maarih polnijo srednje velike kraterje, kjer je izbruh odložil ostanke okoli odprtine.
Kraterska jezera nastanejo, ko ustvarjeno depresijo znotraj roba kraterja napolni voda. Voda lahko izvira iz padavin, kroženja podzemne vode (pogosto hidrotermalne tekočine v primeru vulkanskih kraterjev) ali staljenega ledu. Njena raven se dviguje, dokler ni doseženo ravnovesje med hitrostjo vstopne in izstopne vode. Viri izgube vode posamično ali skupaj lahko vključujejo izhlapevanje, pronicanje pod površino in ponekod površinsko puščanje ali prelivanje, ko gladina jezera doseže najnižjo točko na robu. Na taki lokaciji sedla zgornji del jezera zajema le sosednji naravni vulkanski jez; nadaljnje puščanje skozi ali površinski odtok čez jez lahko erodira material, ki je vključen, in tako zniža gladino jezera, dokler se ne vzpostavi novo ravnovesje vodnega toka, erozije in odpornosti kamnin. Če vulkanski del jezu hitro erodira ali katastrofalno odpove, povzroči izbruh ali izbruh poplave. S spremembami okoljskih razmer skozi čas je pojav takšnih poplav skupen vsem vrstam naravnih jezov.

## Primeri
Dobro znano kratersko jezero, ki nosi isto ime kot geološka značilnost, je Crater Lake v Oregonu. Je v kalderi gore Mazama. To je najgloblje jezero v ZDA z globino 594 m. Kratersko jezero se napaja izključno s padajočim dežjem in snegom, brez dotoka ali odtoka na površju, zato je eno najčistejših jezer na svetu.
Najvišji vulkan na svetu, 6893 m Ojos del Salado v Čilu, ima na vzhodni strani stalno kratersko jezero s premerom približno 100 m na nadmorski višini 6390 m. To je verjetno najvišje ležeče jezero katere koli vrste na svetu.
Nekatera kraterska jezera zaradi nestabilnega okolja obstajajo le občasno. Kalderska jezera so lahko precej velika in dolgotrajna. Na primer, jezero Toba (Indonezija) je nastalo po izbruhu pred približno 75.000 leti. S približno 100 krat 30 km v obsegu in 505 metri globino na svoji najgloblji točki je jezero Toba največje kratersko jezero na svetu.

## Nevarnosti
Čeprav so mnoga kraterska jezera slikovita, so lahko tudi smrtonosna. Plinski izpusti iz jezera Nyos v (Kamerun) so leta 1986 zadušili 1800 ljudi, kraterska jezera, kot je Taupō na gori Ruapehu (Nova Zelandija), pa pogosto prispevajo k uničujočim laharjem.

## Razlika od drugih vulkanskih jezer
Nekaterih vodnih teles, čeprav je njihov nastanek neposredno povezan z vulkansko aktivnostjo, običajno ne imenujemo kraterska jezera, vključno z:
- Jezera, ki jih ustvarijo vulkanski jezovi zaradi lave, ki teče izven vulkanske zgradbe/kaldere (kot je jezero Garibaldi v Kanadi, pet jezer Fudži na Japonskem
- Zaprte atolske lagune (kot je Clippertonova laguna), katerih proces nastajanja vključuje tudi poznejše biogeomorfološke procese
- Ribniki na dnu slapov, ki se pojavljajo v vulkanskih kanjonih v vulkanskem kontekstu, vendar ne znotraj vulkanske zgradbe/kaldere (kot je Trou de Fer na otoku Reunion)

## Primeri kraterskih jezer
- Afrika
  - Wenchi (Kaldera, Etiopija)[4]
  - Bosumtwi (Udarni krater, Gana)
  - Jezero Nyos (Maar, Kamerun)
  - Barombi Mbo (Kamerun)
  - Barombi Koto (Kamerun)
  - Berminsko jezero (Kamerun)
  - Jezero Dissoni (Kamerun)
  - Lagoa Amélia (Sao Tome in Principe)
- Amerika
  - Katmai (kaldera, Aljaska, ZDA)
  - Kratersko jezero (kaldera, Oregon, ZDA)
  - Lac Saint-Jean (Udarni krater, Québec, Kanada)
  - Cuicocha (kaldera, Ekvador)
  - Jezero Ilopango, Salvador
  - Irazú (vulkanski krater, Kostarika)
  - Licancabur (vulkanski krater, Bolivija/Čile)
  - Rincón de la Vieja (vulkanski krater, Kostarika)
  - Lago de Atitlan (Gvatemala)
  - Jezero Apoyo (Nikaragva)
  - Jezero Xiloá (Nikaragva)
  - Lago Crater "La Joya" (vulkanski krater, Mehika)
- Azija
  - Elgygytgyn (Udarni krater, Severovzhodna Sibirija)
  - Nemrut Dağı (kaldera, Turčija)
  - Kurilsko morje (kaldera, Kamčatka, Rusija)
  - Nebeško jezero (vrhova kaldere Paektusan, Severna Koreja/LRK)
  - Pinatubo (Filipini)
  - Kelud (Indonezija)
  - Sabalan (Iran)
  - Jezero Toba (kaldera, Indonezija), največje kratersko jezero na svetu
  - Jezero Tovada (kaldera, Japonska)
  - Jezero Tazava (kaldera, Japonska)
- Avstralija in Oceanija
  - Jezero Taupo (kaldera, Nova Zelandija)
- Evropa
  - Jezero Laacher (kaldera, pogosto imenovana Maar, Porenje-Pfalško, Nemčija)
  - Windsborn (vulkanski krater, Porenje-Pfalško, Nemčija)
  - Bolsensko jezero (kaldera, Italija)
  - Kerið (Islandija)
  - Öskjuvatn (kaldera, Islandija)
  - Siljan glej (udarni krater, Švedska)
  - Belső-tó (kaldera, Madžarska)
  - Külső-tó (kaldera, Madžarska)